# Yanjiang

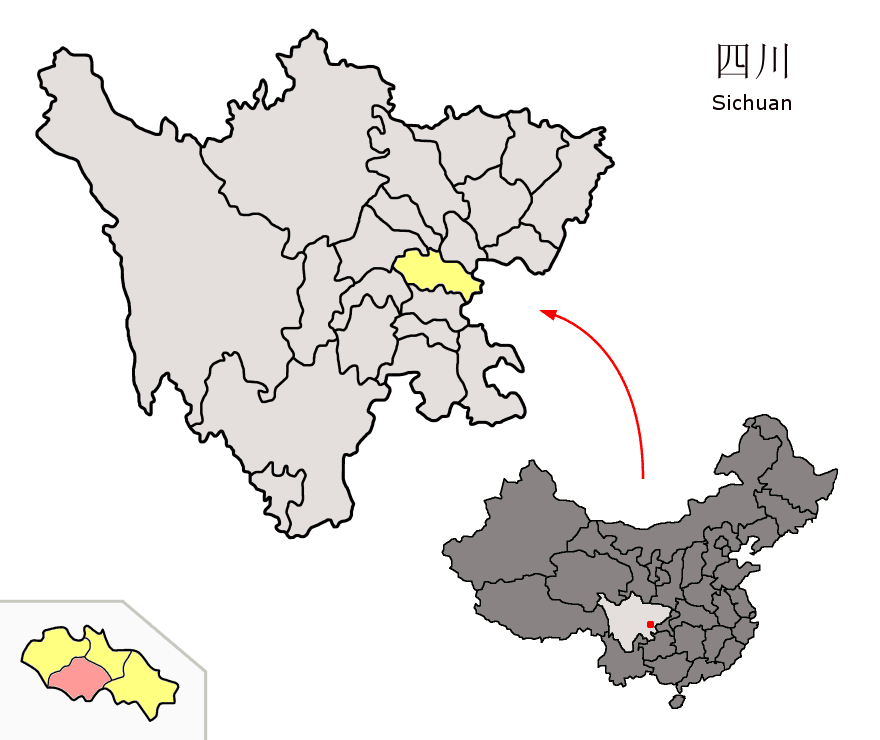
Lage des Stadtbezirks Yanjiang (rosa) in der bezirksfreien Stadt Ziyang (gelb).

Yanjiang (雁江区,  Yànjiāng Qū) ist ein Stadtbezirk der bezirksfreien Stadt Ziyang in der chinesischen Provinz Sichuan. Er hat eine Fläche von 1.634 Quadratkilometern und zählt 867.119 Einwohner (Stand: Zensus 2020). Er liegt im Zentrum des Sichuan-Beckens.

## Administrative Gliederung
Auf Gemeindeebene setzt sich der Stadtbezirk aus vier Straßenvierteln, neunzehn Großgemeinden und drei Gemeinden zusammen.